# Luis Madrigal
Luis Guillermo Madrigal Gutiérrez (* 10. Februar 1993 in Los Mochis, Sinaloa) ist ein mexikanischer Fußballspieler auf der Position eines Mittelstürmers.

## Leben
Madrigal erhielt seinen ersten Profivertrag beim CF Monterrey, mit dem er in der Saison 2012/13 die CONCACAF Champions League gewann. Obwohl Madrigal noch bis zur Saison 2019/20 beim CF Monterrey unter Vertrag stand, spielte er seit 2014 häufig auf Leihbasis für andere Vereine und gewann unter anderem in der Apertura 2017 mit dem Alebrijes de Oaxaca FC die mexikanische Zweitligameisterschaft und war zudem in derselben Spielzeit mit 12 Treffern der beste Torjäger der Ascenso MX.
2020 wurde er vom spanischen UD Salamanca erworben, kehrte jedoch bald nach Mexiko zurück. Seit 2023 ist Madrigal bei verschiedenen ausländischen Vereinen im Einsatz.